# 阿科查卡區

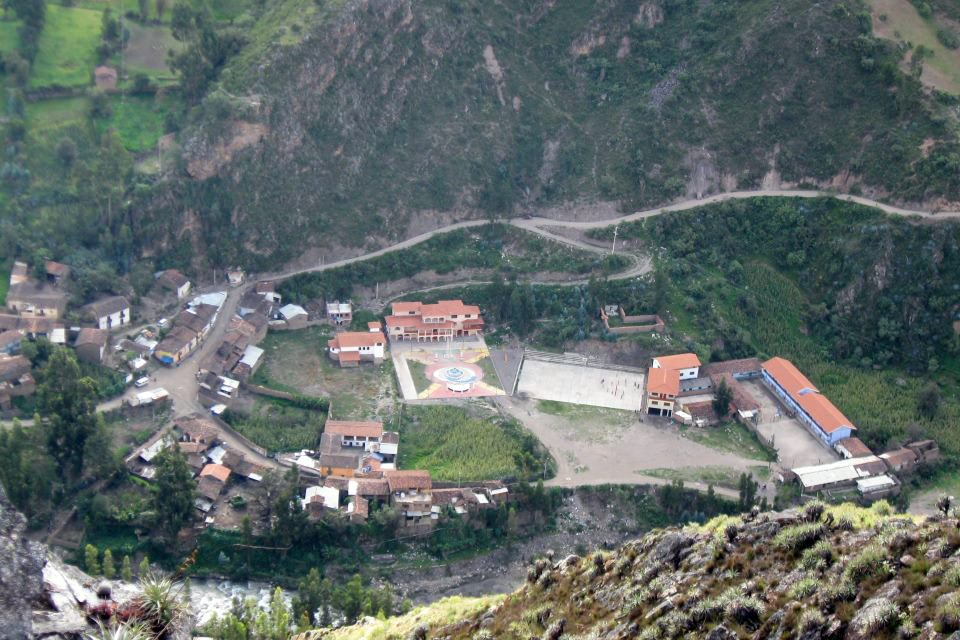

阿科查卡區（西班牙語：Distrito de Acochaca），是秘魯的一個區，位於該國北部安卡什大區的阿松森省，始建於1983年12月30日，面積80.97平方公里，海拔高度3,350米，2005年人口4,079，人口密度為每平方公里50人。